# Franciszka Cualladó Baixauli
Franciszka Cualladó Baixauli, Francisca Cualladó Baixauli (ur. 3 grudnia 1890 w Walencji, zm. 19 września 1936 w Benifaió) – hiszpańska błogosławiona Kościoła katolickiego.

## Życiorys
Urodziła się 3 grudnia 1890 roku i dwa dni później została ochrzczona w kościele parafialnym. W dniu 11 maja 1909 roku przystąpiła do pierwszej Komunii świętej. Pracowała jako szwaczka, potem została członkiem Akcji Katolickiej i uczyła dzieci katechizmu. Była działaczką społeczną i aktywistką religijną. Założyła związek zawodowy. Aresztowana w 1936 roku padła ofiarą antykatolickich prześladowań religijnych okresu wojny domowej w Hiszpanii.
Franciszkę Cualladó Baixauli beatyfikował Jan Paweł II w dniu 11 marca 2001 roku jako męczennicę zamordowaną z nienawiści do wiary (łac. odium fidei) w grupie 232 towarzyszy Józefa Aparicio Sanza.